# 小行星3801
小行星3801（英語：3801 Thrasymedes）是一颗围绕太阳公转的小行星。1985年11月6日，太空监视在基特峰发现了此天体。
这颗小行星的绝对星等为208.00795471等。小行星3801以希臘神話的人物特拉塞米迪斯命名。